# 裂葉樓梯草
裂葉樓梯草（学名：Elatostema trilobulatum）为蕁麻科樓梯草屬下的一个种。

## 扩展阅读
- 維基物種上的相關：裂葉樓梯草